# الدحی
الدحی (به عربی: الدحی) روستایی عرب‌نشین در شمال شرقی اسرائیل است.